# Monacos Grand Prix 2004
Monacos Grand Prix 2004 var det sjätte av 18 lopp ingående i formel 1-VM 2004.

## Rapport
I kvalet tog Jarno Trulli i Renault, som tidigare under säsongen sett ganska blek ut, pole position med ett enastående snabbt varv som var 0,4 sekunder snabbare än tvåans, Ralf Schumacher i Williams. Ralf Schumacher, som överraskade ordentligt med andraplatsen i kvalet, flyttades dock ner till tolfte startrutan, då han tidigare under helgen gjort ett oplanerat motorbyte. Detta resulterade i sin tur i att Jenson Button i BAR flyttades upp till den andra startrutan. Fernando Alonso i Renault fick nu den tredje på griddplatsen före Michael Schumacher i Ferrari som kvalade in först på fjärde plats från att ha stått som sämst tvåa i de fem föregående deltävlingarna. 
Kimi Räikkönen i McLaren gjorde en habil insats och intog ruta fem, före Rubens Barrichello i Ferrari och Takuma Sato i BAR. I det femte startledet återfanns David Coulthard i den andra McLaren och Juan Pablo Montoya i Williams. 
Trulli tog starten utan problem och var den som anförde fältet fram till första kurvan. Dock tog sig Alonso, med sitt patenterade bra startsystem, förbi Button och tog rygg på sin stallkollega. Michael Schumacher fick dåligt fäste och tvingades släppa förbi Sato, som med en brysk manöver pressade sig förbi honom. Renaultbilarna ryckte de inledande varven till sig en lucka, ända till varv tre då Satos motor gick sönder och spred ett stort rökmoln nere i hamnen. Detta orsakade en mindre krasch där Giancarlo Fisichella i Sauber helt utan egen förskyllan körde in i bakdelen på Couthards bil. Båda förarna tvingades således bryta tävlingen i ett tidigt skede och incidenten gjorde att säkerhetsbilen kom ut för att underlätta för banarbetarna att sanera skroten från de båda bilarna.
Efter att Michael Schumacher kommit loss från Räikkönen, när denne gick i depå, körde han ett par remarkabla varv och tog sig förbi både Räikkönen och Button. Michael Schumacher såg länge ut att kunna hota de bägge Renaultbilarna när han efter sitt depåstopp låg på tredje plats. Men på varv 41 hände något oväntat när Alonso från sin andraplats visade sig ha kraschat nere vid Nouvelle-chikanan. Detta hände när han skulle varva Ralf Schumacher,  och i sin iver att komma förbi gick ut i ett smutsigare spår där inget fäste fanns och smällen i räcket var ett faktum. Säkerhetsbilen kom ut omedelbart för att man skulle kunna ta bort bilvraket. Då gick Trulli från ledningen påpassligt i depå, och följdes även av Button som i det läget låg trea. Michael Schumacher valde dock att fortsätta och gick alltså upp i ledning bakom säkerhetsbilen. En annan märklig incident inträffade i tunneln strax innan hela fältet skulle släppas då Schumacher skulle värma bromsarna för omstart. Montoya låg förvisso ett helt varv efter men var inte riktigt beredd på Michael Schumachers plötsliga värmande av bromsar och körde rätt in i Ferrarin utan förvarning, vilket ledde till att Schumachers bil studsade in i räcket och hans tävling var över.
Efter att fältet släppts och delar av karambolaget lagt sig ledde Trulli tätt följd av Button, vilka båda hade segervittring. Detta blev även ställningen in i mål, där Trulli vann endast 0,4 sekunder före tvåan Button. Barrichello avancerade lite turligt från en sjätte plats på gridden till en slutlig tredje plats. Montoya lyckades undkomma sammanstötningen med Michael Schumacher utan uppenbara skador på sin bil och slutade fyra, dock ett helt varv efter. Felipe Massa i Sauber körde in på en stark femteplats före Cristiano da Matta i Toyota, som tog sin och stallets första poäng för säsongen.
Nick Heidfeld i Jordan tog, mycket tack vare det stora manfallet, sig upp på en sjundeplats från den sjuttonde startrutan, vilket också var deras första poäng för säsongen. Olivier Panis tog åttondeplatsen, tre varv efter, och såg till att Toyota blev det enda stallet med två bilar i mål och dessutom på poängplats. Zsolt Baumgartner i Minardi blev siste man i mål på en nionde plats och tog sånär stallets första poäng för säsongen.
Ralf Schumacher avslutade tävlingen endast sju varv från mål med ett transmissionsfel.

## Resultat
1. Jarno Trulli, Renault, 10 poäng
2. Jenson Button, BAR-Honda, 8
3. Rubens Barrichello, Ferrari, 6
4. Juan Pablo Montoya, Williams-BMW, 5
5. Felipe Massa, Sauber-Petronas, 4
6. Cristiano da Matta, Toyota, 3
7. Nick Heidfeld, Jordan-Ford, 2
8. Olivier Panis, Toyota, 1
9. Zsolt Baumgartner, Minardi-Cosworth
10. Ralf Schumacher, Williams-BMW (varv 69, växellåda)

### Förare som bröt loppet
- Michael Schumacher, Ferrari (varv 45, olycka)
- Fernando Alonso, Renault (41, olycka)
- Kimi Räikkönen, McLaren-Mercedes (27, pneumatik)
- Gianmaria Bruni, Minardi-Cosworth (15, växellåda)
- Giorgio Pantano, Jordan-Ford (12, transmission)
- Mark Webber, Jaguar-Cosworth (11, drivning)
- Takuma Sato, BAR-Honda (2, motor)
- David Coulthard, McLaren-Mercedes (2, olycka)
- Giancarlo Fisichella, Sauber-Petronas (2, olycka)
- Christian Klien, Jaguar-Cosworth (0, olycka)